# NC Dinos
Die NC Dinos sind ein professioneller südkoreanischer Baseballverein aus Changwon und spielen seit 2013 in der KBO League, der höchsten Baseball-Liga Südkoreas. Das Franchise gehört dem koreanischen Computerspielhersteller NCsoft.

## Geschichte
Ende 2010 unterzeichnete das Unternehmen NCsoft und die Stadt Changwon eine Absichtserklärung, dass ein neues Baseballteam in der Stadt gegründet werden soll. Die Gründung erfolgte Anfang 2011 und die Stadt Changwon stimmte dem Bau eines Baseballstadions zu. Nachdem im selben Jahr die Probetrainings für die Spieler absolviert wurden, gingen die NC Dinos 2012 in der KBO Futures League an den Start. Ein Jahr später bekamen sie dann grünes Licht von der KBO, in der KBO League an den Start zu gehen. Den ersten Sieg in der KBO League feierten die NC Dinos am 11. April 2013 gegen die LG Twins und am Ende der Saison landeten sie auf Platz sieben von neun. Ihre zweiten Saison beendeten die Dinos auf dem vierten Platz und qualifizierten sich für die Semi-Playoffs, die sie aber gegen die LG Twins verloren. Als neues Team profitierten die Dinos in den ersten zwei Saisons davon, einen Ausländer mehr im Team haben zu dürfen.
2016 erreichten die NC Dinos zum ersten Mal das Finale der Korean Series, nachdem sie zuvor die LG Twins in den Playoffs mit 3-1 ausgeschaltet hatten. Das Finale ging dann gegen die Doosan Bears mit 0-4 verloren. Im Jahr 2020 schlossen die NC Dinos zum ersten Mal in ihrer Geschichte die reguläre Saison auf dem ersten Platz ab und landeten damit zum zweiten Mal im Finale der Korean Series. Im Finale bezwangen die NC Dinos die Doosan Bears mit 4-2 und holten sich zum ersten Mal in ihren Geschichte den Titel.

## Spielstätte
Von 2012 bis 2018 spielten die NC Dinos im 11.000 Zuschauer fassenden Masan Baseball Stadion, das zuvor als Ausweichspielstätte der Lotte Giants benutzt wurde. Im März 2016 wurde der erste Spatenstich für den Changwon NC Park gemacht. Das 2019 eröffnete Stadion fasst 22.001 Zuschauer.

## Maskottchen
Die NC Dinos haben zwei Maskottchen, Sseri einen grünen Brontosaurus und Dandi, einen blauen Tyrannosaurus.

## Saisonergebnisse
| Saison          | Stadion                | Liga            | Platz           | Reguläre Saison | Reguläre Saison | Reguläre Saison | Reguläre Saison | Reguläre Saison | Reguläre Saison | Reguläre Saison | Reguläre Saison | Reguläre Saison | Postseason | Awards              |
| Saison          | Stadion                | Liga            | Platz           | Rang            | Spiele          | Siege           | Niederlagen     | Unentschieden   | Sieg %          | BA              | HR              | ERA             | Postseason | Awards              |
| --------------- | ---------------------- | --------------- | --------------- | --------------- | --------------- | --------------- | --------------- | --------------- | --------------- | --------------- | --------------- | --------------- | --- | ------------------- |
| 2013            | Masan Baseball Stadium | KBO             | 7/9             | 7/9             | 128             | 52              | 72              | 4               | .419            | .244            | 86              | 3.96            | nicht qualifiziert                                                                                             | Lee Jae-hak (ROTY)  |
| 2014            | Masan Baseball Stadium | KBO             | 4/9             | 3/9             | 128             | 70              | 57              | 1               | .551            | .282            | 143             | 4.29            | NL Semi-playoff vs. LG Twins (1–3)                                                                             | Park Min-woo (ROTY) |
| 2015            | Masan Baseball Stadium | KBO             | 3/10            | 2/10            | 144             | 84              | 57              | 3               | .596            | .289            | 161             | 4.26            | NL Playoff vs. Doosan Bears (2–3)                                                                              | Eric Thames (MVP)   |
| 2016            | Masan Baseball Stadium | KBO             | 2/10            | 2/10            | 144             | 83              | 58              | 3               | .589            | .291            | 169             | 4.48            | Sieg Playoff vs. LG Twins (3–1) NL Korean Series vs. Doosan Bears (0–4)                                        |                     |
| 2017            | Masan Baseball Stadium | KBO             | 4/10            | 4/10            | 144             | 79              | 62              | 3               | .560            | .293            | 149             | 4.71            | Sieg Wild Card vs. SK Wyverns (1–0) Sieg Semi-playoff vs. Lotte Giants (3–2) NL Playoff vs. Doosan Bears (1–3) |                     |
| 2018            | Masan Baseball Stadium | KBO             | 10/10           | 10/10           | 144             | 58              | 85              | 1               | .406            | .261            | 143             | 5.48            | nicht qualifiziert                                                                                             |                     |
| 2019            | Changwon NC Park       | KBO             | 5/10            | 5/10            | 144             | 73              | 70              | 2               | .511            | .278            | 128             | 4.02            | NL Wild Card vs. LG Twins (0-1)                                                                                |                     |
| 2020            | Changwon NC Park       | KBO             |                 | 1/10            | 144             | 83              | 55              | 6               | .601            | .293            | .186            | 4.31            | Sieg Korean Series vs. Doosan Bears (4-2)                                                                      |                     |
| Gesamt          | Gesamt                 | Gesamt          | Gesamt          | Gesamt          | Spiele          | Siege           | Niederlagen     | Unentschieden   | Win %           | Win %           |                 |                 | |                     |
| Reguläre Saison | Reguläre Saison        | Reguläre Saison | Reguläre Saison | Reguläre Saison | 1120            | 582             | 515             | 23              | .530            | .530            |                 |                 | |                     |
| Postseason      | Postseason             | Postseason      | Postseason      | Postseason      | 34              | 15              | 19              | 0               | .441            | .441            |                 |                 | |                     |
| Total           | Total                  | Total           | Total           | Total           | 1154            | 597             | 534             | 23              | 0.527           | 0.527           |                 |                 | |                     |